# Circonscription électorale des Asturies
Ne doit pas être confondu avec Circonscription autonomique des Asturies.
La circonscription électorale des Asturies est l'une des cinquante-deux circonscriptions électorales espagnoles utilisées comme divisions électorales pour les élections générales espagnoles.
Elle correspond géographiquement aux Asturies.

## Historique
Elle est instaurée en 1977 par la loi pour la réforme politique puis confirmée avec la promulgation de la Constitution espagnole qui précise à l'article 68 alinéa 2 que chaque province constitue une circonscription électorale.

## Congrès des députés

### Synthèse
|             |       | 1977 | 1979 | 1982 | 1986 | 1989 | 1993 | 1996 | 2000 | 2004 | 2008 | 2011 | 2015 | 2016 | 04/19 | 11/19 | 2023 |
| ----------- | ----- | ---- | ---- | ---- | ---- | ---- | ---- | ---- | ---- | ---- | ---- | ---- | ---- | ---- | ----- | ----- | ---- |
| UCD         |       | 4    | 4    |      |      |      |      |      |      |      |      |      |      |      |       |       |      |
| AP & alliés |       | 1    | 1    | 3    | 2    |      |      |      |      |      |      |      |      |      |       |       |      |
| PCE         |       | 1    | 1    | 1    |      |      |      |      |      |      |      |      |      |      |       |       |      |
| IU          |       |      |      |      | 1    | 1    | 1    | 1    | 1    |      |      | 1    |      |      |       |       |      |
| CDS         |       |      |      |      | 1    | 1    |      |      |      |      |      |      |      |      |       |       |      |
| PSOE        |       | 4    | 4    | 6    | 5    | 4    | 4    | 4    | 3    | 4    | 4    | 3    | 2    | 2    | 3     | 3     | 2    |
| PP          |       |      |      |      |      | 3    | 4    | 4    | 5    | 4    | 4    | 3    | 2    | 1    | 1     | 1     | 3    |
| FAC         |       |      |      |      |      |      |      |      |      |      |      | 1    | 1    | 1    |       | 1     |      |
| Cs          |       |      |      |      |      |      |      |      |      |      |      |      | 1    | 1    | 1     |       |      |
| Podemos     |       |      |      |      |      |      |      |      |      |      |      |      | 2    | 2    | 1     | 1     |      |
| Vox         |       |      |      |      |      |      |      |      |      |      |      |      |      |      | 1     | 1     | 1    |
| Sumar       |       |      |      |      |      |      |      |      |      |      |      |      |      |      |       |       | 1    |
|             |       |      |      |      |      |      |      |      |      |      |      |      |      |      |       |       |      |
| Total       | Total | 10   | 10   | 10   | 9    | 9    | 9    | 9    | 9    | 8    | 8    | 8    | 8    | 8    | 7     | 7     | 7    |

### 1977
| Parti | Parti | Députés                                                                                         |
| ----- | ----- | ----------------------------------------------------------------------------------------------- |
| PSOE  |       | Emilio Barbón Martínez, Honorio Díaz Díaz, Luis Gómez Llorente, Manuel Palacio Álvarez          |
| UCD   |       | Emilio García Pumarino Ramos, Ricardo León Herrero, Alfredo Prieto Valiente, Luis Vega Escandón |
| PCE   |       | Dolores Ibárruri                                                                                |
| AP    |       | Juan Luis de la Vallina Velarde                                                                 |

### 1979
| Parti | Parti | Députés                                                                                     |
| ----- | ----- | ------------------------------------------------------------------------------------------- |
| PSOE  |       | Luis Gómez Llorente, Avelino Pérez Fernández, Jesús Sanjurjo González, Pedro de Silva       |
| UCD   |       | Rafael Calvo Ortega, Emilio García Pumarino Ramos, Ricardo León Herrero, Luis Vega Escandón |
| PCE   |       | Horacio Fernández Inguanzo                                                                  |
| AP    |       | Juan Luis de la Vallina Velarde                                                             |

- Jesús Sanjurjo González est remplacé en novembre 1980 par Ludivina García Arias.

### 1982
| Parti  | Parti | Députés |
| ------ | ----- | --- |
| PSOE   |       | Álvaro Cuesta Martínez, Ludivina García Arias, Francisco González Zapico, Luis Martínez Noval, Marcelo Palacios Alonso, Pedro de Silva |
| AP-PDP |       | José Arturo Corte Mier, Juan Luis de la Vallina Velarde, Luis Vega Escandón                                                            |
| PCE    |       | Horacio Fernández Inguanzo |

- Pedro de Silva est remplacé en juillet 1983 par José Manuel González García.

### 1986
| Parti | Parti | Députés |
| ----- | ----- | --- |
| PSOE  |       | Álvaro Cuesta Martínez, José Manuel González García, Francisco González Zapico, Luis Martínez Noval, Marcelo Palacios Alonso |
| CP    |       | Francisco Álvarez-Cascos, Juan Luis de la Vallina Velarde                                                                    |
| IU    |       | Manuel García Fonseca |
| CDS   |       | Alejandro Rebollo Álvarez-Amandi                                                                                             |

### 1989
| Parti | Parti | Députés                                                                                           |
| ----- | ----- | ------------------------------------------------------------------------------------------------- |
| PSOE  |       | Álvaro Cuesta Martínez, José Manuel González García, Luis Martínez Noval, Marcelo Palacios Alonso |
| PP    |       | Francisco Álvarez-Cascos, Pedro Martínez Arévalo, Juan Luis de la Vallina Velarde                 |
| IU    |       | Manuel García Fonseca                                                                             |
| CDS   |       | Alejandro Rebollo Álvarez-Amandi                                                                  |

### 1993
| Parti | Parti | Députés |
| ----- | ----- | --- |
| PSOE  |       | Álvaro Cuesta Martínez, José Manuel González García, Luis Martínez Noval, Marcelo Palacios                                   |
| PP    |       | Francisco Álvarez-Cascos, María Mercedes Fernández González, Antonio Landeta Álvarez-Valdés, Juan Luis de la Vallina Velarde |
| IU    |       | Manuel García Fonseca |

- Manuel García Fonseca est remplacé en juin 1995 par Mariano César Santiso del Valle.

### 1996
| Parti | Parti | Députés |
| ----- | ----- | --- |
| PSOE  |       | Álvaro Cuesta Martínez, Javier Fernández Fernández, Luis Martínez Noval, Gustavo Suárez Pertierra                  |
| PP    |       | Francisco Álvarez-Cascos, Alicia Castro Masaveu, María Mercedes Fernández González, Antonio Landeta Álvarez-Valdés |
| IU    |       | Mariano César Santiso del Valle                                                                                    |

- Javier Fernández Fernández est remplacé en septembre 1999 par José Alberto Pérez Cueto.

### 2000
| Parti | Parti | Députés |
| ----- | ----- | --- |
| PP    |       | Francisco Álvarez-Cascos, Juan Ángel Bustillo Gutiérrez, Alicia Castro Masaveu, María Mercedes Fernández González, Isidro Fernández Rozada |
| PSOE  |       | Ludivina García Arias, Luis Martínez Noval, Celestino Suárez González                                                                      |
| IU    |       | Gaspar Llamazares |

- María Mercedes Fernández González est remplacée en mai 2000 par Gervasio Acevedo Fernández.
- Luis Martínez Noval est remplacé en novembre 2001 par Álvaro Cuesta Martínez.

### 2004
| Parti | Parti | Députés |
| ----- | ----- | --- |
| PSOE  |       | María Luisa Carcedo, Álvaro Cuesta Martínez, María Virtudes Monteserín Rodríguez, Celestino Suárez González  |
| PP    |       | Leopoldo Bertrand de la Riera, Alicia Castro Masaveu, Isidro Fernández Rozada, José Avelino Sánchez Menéndez |

### 2008
| Parti | Parti | Députés |
| ----- | ----- | --- |
| PSOE  |       | Álvaro Cuesta Martínez, María Luisa Carcedo, Celestino Suárez González, María Virtudes Monteserín Rodríguez |
| PP    |       | Gabino de Lorenzo, Isidro Fernández Rozada, María del Pilar Fernández Pardo, Jaime Reinares Fernández       |

- Gabino de Lorenzo (PP) ne siège pas et est remplacé dès l'ouverture de la législature par María del Carmen Rodríguez Maniega.
- María Luisa Carcedo (PSOE) est remplacée en avril 2008 par Hugo Morán.

### 2011
| Parti | Parti | Députés                                                                                    |
| ----- | ----- | ------------------------------------------------------------------------------------------ |
| PP    |       | María Mercedes Fernández González, Ovidio Sánchez Díaz, María del Carmen Rodríguez Maniega |
| PSOE  |       | Antonio Trevín, María Luisa Carcedo, María Virtudes Monteserín Rodríguez                   |
| FAC   |       | Enrique Álvarez Sostres                                                                    |
| IU    |       | Gaspar Llamazares                                                                          |

- Mercedes Fernández (PP) est remplacée en avril 2012 par María de los Ángeles Fernández-Ahuja García.
- María Luisa Carcedo (PSOE) est remplacée en septembre 2015 par Adrián Barbón Rodríguez.
- Virtudes Monteserín (PSOE) est remplacée en juin 2015 par Rosa María Cañizares Cabezas.
- Gaspar Llamazares (IU) est remplacé en juin 2015 par Ana María Castaño Rey.

### 2015
| Parti   | Parti | Députés                                                                    |
| ------- | ----- | -------------------------------------------------------------------------- |
| PP-FAC  |       | Susana López Ares, Isidro Manuel Martínez Oblanca, José Ramón García Cañal |
| PSOE    |       | Adriana Lastra, Antonio Trevín                                             |
| Podemos |       | Sofía Fernández Castañón, Segundo González                                 |
| CS      |       | Ignacio Prendes                                                            |

### 2016
| Parti  | Parti | Députés                                                                    |
| ------ | ----- | -------------------------------------------------------------------------- |
| PP-FAC |       | Susana López Ares, Isidro Manuel Martínez Oblanca, José Ramón García Cañal |
| PSOE   |       | Adriana Lastra, Antonio Trevín                                             |
| UPOD   |       | Sofía Fernández Castañón, Segundo González                                 |
| CS     |       | Ignacio Prendes                                                            |

- Antonio Trevín est remplacé en septembre 2017 par Natalia González Peláez.

### Avril 2019
| Parti | Parti | Députés                                                   |
| ----- | ----- | --------------------------------------------------------- |
| PSOE  |       | Adriana Lastra, María Luisa Carcedo, Roberto García Morís |
| PP    |       | Paloma Gázquez Collado                                    |
| UP    |       | Sofía Fernández Castañón                                  |
| Cs    |       | Ignacio Prendes                                           |
| Vox   |       | José María Figaredo Álvarez-Sala                          |

### Novembre 2019
| Parti  | Parti | Députés                                                   |
| ------ | ----- | --------------------------------------------------------- |
| PSOE   |       | Adriana Lastra, María Luisa Carcedo, Roberto García Morís |
| PP-FAC |       | Paloma Gázquez Collado, Isidro Manuel Martínez Oblanca    |
| UP     |       | Sofía Fernández Castañón                                  |
| Vox    |       | José María Figaredo Álvarez-Sala                          |

- María Luisa Carcedo (PSOE) est remplacée en avril 2023 par Jesús Ruiz López, après renonciation de Mercedes Otero.

### 2023
| Parti | Parti | Députés                                                                                       |
| ----- | ----- | --------------------------------------------------------------------------------------------- |
| PP    |       | María Esther Llamazares Domingo, María Mercedes Fernández González, Silverio Argüelles García |
| PSOE  |       | Adriana Lastra, Roberto García Morís                                                          |
| Sumar |       | Rafael Cofiño Fernández                                                                       |
| Vox   |       | José María Figaredo Álvarez-Sala                                                              |

- Adriana Lastra (PSOE) est remplacée le 23 juillet 2024 par María Mercedes Otero García.

## Sénat

### Synthèse
|             |       | 1977 | 1979 | 1982 | 1986 | 1989 | 1993 | 1996 | 2000 | 2004 | 2008 | 2011 | 2015 | 2016 | 04/19 | 11/19 | 2023 |
| ----------- | ----- | ---- | ---- | ---- | ---- | ---- | ---- | ---- | ---- | ---- | ---- | ---- | ---- | ---- | ----- | ----- | ---- |
| PSI         |       | 1    |      |      |      |      |      |      |      |      |      |      |      |      |       |       |      |
| UCD         |       | 1    | 1    |      |      |      |      |      |      |      |      |      |      |      |       |       |      |
| AP & alliés |       |      |      | 1    | 1    |      |      |      |      |      |      |      |      |      |       |       |      |
| PSOE        |       | 2    | 3    | 3    | 3    | 3    | 3    | 1    | 1    | 1    | 3    | 1    | 1    | 1    | 3     | 3     | 1    |
| PP          |       |      |      |      |      | 1    | 1    | 3    | 3    | 3    | 1    | 3    | 3    | 3    | 1     | 1     | 3    |
|             |       |      |      |      |      |      |      |      |      |      |      |      |      |      |       |       |      |
| Total       | Total | 4    | 4    | 4    | 4    | 4    | 4    | 4    | 4    | 4    | 4    | 4    | 4    | 4    | 4     | 4     | 4    |

### 1977
| Parti | Parti | Sénateurs                                                                    |
| ----- | ----- | ---------------------------------------------------------------------------- |
| PSI   |       | Atanasio Corte Zapico, Rafael Luis Fernández Álvarez, Wenceslao Roces Suárez |
| UCD   |       | José María Alonso-Vega Suárez                                                |

- La démission de Wenceslao Roces conduit à la tenue d'une élection partielle le 17 mai 1978 à l'issue de laquelle Fernando Morán (PSOE) est élu sénateur.

### 1979
| Parti | Parti | Sénateurs                                                        |
| ----- | ----- | ---------------------------------------------------------------- |
| PSOE  |       | Honorio Díaz Díaz, Rafael Luis Fernández Álvarez, Fernando Morán |
| UCD   |       | Enrique López González                                           |

### 1982
| Parti  | Parti | Sénateurs                                                                    |
| ------ | ----- | ---------------------------------------------------------------------------- |
| PSOE   |       | Honorio Díaz Díaz, Rafael Luis Fernández Álvarez, José Ramón Herrero Merediz |
| AP-PDP |       | Francisco Álvarez-Cascos                                                     |

### 1986
| Parti | Parti | Sénateurs                                                                              |
| ----- | ----- | -------------------------------------------------------------------------------------- |
| PSOE  |       | Rafael Luis Fernández Álvarez, María Nelly Fernández Arias, José Ramón Herrero Merediz |
| CP    |       | José María de la Concepción Casielles Aguade                                           |

### 1989
| Parti | Parti | Sénateurs                                                                              |
| ----- | ----- | -------------------------------------------------------------------------------------- |
| PSOE  |       | Rafael Luis Fernández Álvarez, María Nelly Fernández Arias, José Ramón Herrero Merediz |
| PP    |       | Ángel Fernández Menéndez                                                               |

### 1993
| Parti | Parti | Sénateurs                                                                              |
| ----- | ----- | -------------------------------------------------------------------------------------- |
| PSOE  |       | Rafael Luis Fernández Álvarez, María Nelly Fernández Arias, José Ramón Herrero Merediz |
| PP    |       | Ángel Fernández Menéndez                                                               |

### 1996
| Parti | Parti | Sénateurs                                                                                 |
| ----- | ----- | ----------------------------------------------------------------------------------------- |
| PP    |       | Ángel Fernández Menéndez, Isidro Manuel Martínez Oblanca, Juan Luis de la Vallina Velarde |
| PSOE  |       | Rafael Luis Fernández Álvarez                                                             |

### 2000
| Parti | Parti | Sénateurs                                                                      |
| ----- | ----- | ------------------------------------------------------------------------------ |
| PP    |       | Juan Manuel Campos Ansó, Isidro Manuel Martínez Oblanca, Javier Sopeña Velasco |
| PSOE  |       | José Antonio Alonso García                                                     |

### 2004
| Parti | Parti | Sénateurs                                                                        |
| ----- | ----- | -------------------------------------------------------------------------------- |
| PP    |       | María del Pilar Fernández Pardo, Jaime Reinares Fernández, Javier Sopeña Velasco |
| PSOE  |       | José Antonio Alonso García                                                       |

### 2008
| Parti | Parti | Sénateurs                                                                          |
| ----- | ----- | ---------------------------------------------------------------------------------- |
| PSOE  |       | José Antonio Alonso García, José Manuel Cuervo Fernández, Carmen Sanjurjo González |
| PP    |       | Dorinda García García                                                              |

### 2011
| Parti | Parti | Sénateurs                                                          |
| ----- | ----- | ------------------------------------------------------------------ |
| PP    |       | Isidro Fernández Rozada, Laura Sampedro Redondo, Mario Arias Navia |
| PSOE  |       | Vicente Álvarez Areces                                             |

### 2015
| Parti  | Parti | Sénateurs                                                        |
| ------ | ----- | ---------------------------------------------------------------- |
| PP-FAC |       | Ovidio Sánchez Díaz, Mario Arias Navia, Rosa Domínguez de Posada |
| PSOE   |       | Vicente Álvarez Areces                                           |

### 2016
| Parti  | Parti | Sénateurs                                                        |
| ------ | ----- | ---------------------------------------------------------------- |
| PP-FAC |       | Ovidio Sánchez Díaz, Mario Arias Navia, Rosa Domínguez de Posada |
| PSOE   |       | Vicente Álvarez Areces                                           |

- Vicente Álvarez (PSOE) est remplacé en janvier 2019 par Guadalupe María Casanova Baragaño.

### Avril 2019
| Parti | Parti | Sénateurs                                                                       |
| ----- | ----- | ------------------------------------------------------------------------------- |
| PSOE  |       | Francisco Antonio Blanco Ángel, María Fernández Álvarez, Fernando Lastra Valdés |
| PP    |       | José Ramón García Cañal                                                         |

### Novembre 2019
| Parti | Parti | Sénateurs                                                                       |
| ----- | ----- | ------------------------------------------------------------------------------- |
| PSOE  |       | Francisco Antonio Blanco Ángel, María Fernández Álvarez, Fernando Lastra Valdés |
| PP    |       | María Mercedes Fernández González                                               |

- Francisco Blanco (PSOE) est remplacé en décembre 2022 par Guadalupe María Casanova Baragaño.

### 2023
| Parti | Parti | Sénateurs                                                                           |
| ----- | ----- | ----------------------------------------------------------------------------------- |
| PP    |       | Pablo González Menéndez, María Teresa Mallada de Castro, José Manuel Fernández Díaz |
| PSOE  |       | María Fernández Álvarez                                                             |